# Vracká oblast
Vracká oblast (bulharsky Област Враца) je jedna z oblastí Bulharska. Leží na severozápadě země a jejím správním střediskem je Vraca.

## Administrativní dělení
Oblast se administrativně dělí na 10 obštin.

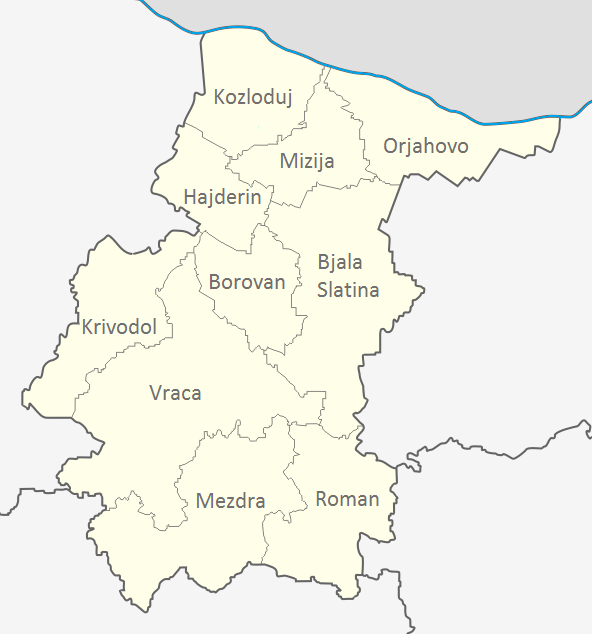
Vracká oblast

| Obština - Bjala Slatina - Borovan - Chajredin - Kozloduj - Krivodol - Mezdra - Mizija - Orjachovo - Roman - Vraca | Sídlo - Bjala Slatina - Borovan - Chajredin - Kozloduj - Krivodol - Mezdra - Mizija - Orjachovo - Roman - Vraca |

## Města
Správním střediskem oblasti je Vraca. Kromě sídelních měst jednotlivých obštin, přičemž Borovan a Chajredin městem nejsou, se zde žádné jiné město nenacházi.

## Obyvatelstvo
K 15. prosinci 2024 v oblasti žilo 170 766 obyvatel a bylo zde trvale hlášeno 179 417 obyvatel. Podle sčítání 7. září 2021 bylo národnostní složení následující:
- Bulhaři: 137 587 (92.4 %)
- Romové: 10 132 (6.8 %)
- Turci: 424 (0.3 %)
- ostatní[p 2]: 704 (0.5 %)

## Paleontologie
Na území této oblasti byly v roce 2024 oznámeny objevy fosilií dinosaurů ze skupiny Hadrosauroidea.